# Stackelbergina praectara
Stackelbergina praectara är en tvåvingeart som beskrevs av Shilova 1978. Stackelbergina praectara ingår i släktet Stackelbergina och familjen fjädermyggor. Inga underarter finns listade i Catalogue of Life.